# Slightly Single in L.A.
Slightly Single in L.A. é um filme de comédia romântica, escrito e dirigido por Christie Will e estrelado por Lacey Chabert, Kip Pardue, Haylie Duff, Carly Schroeder, Jenna Dewan, Brian Drolet e Jonathan Bennett.

## Sinopse
Dale Squire é uma solteira que vive na cidade de Los Angeles. Após várias tentativas falhadas em relações, Dale conclui que encontrar uma relação significativa em LA é impossível. Mas ser anti-social é difícil para qualquer jovem em Hollywood. Com casamento de Jill, Dale começa a refletir sobre o significado do casamento, eo respeito necessário para um relacionamento bem sucedido.
Quando Zach, um bem sucedido galã rock star e velho amigo de Dale, encontra seu caminho de volta para sua vida, Dale lentamente começa a pensar que talvez encontrar o amor em LA é possível, o único problema é que sua realização pode ter chegado tarde demais, deixando Dale em um triângulo amoroso, sem saída.

## Elenco
- Lacey Chabert como Dale Squire
- Kip Pardue como Zach
- Jenna Dewan como Hallie
- Mircea Monroe como CeCe
- Jonathan Bennett como Seven[2][3]
- Haylie Duff como Jill[2][3]
- Carly Schroeder como Becca
- Chris Kattan como Drew
- Simon Rex como J.P.
- Brian Drolet como Nick